# Paolo Veneziano
Pour les articles homonymes, voir Veneziano.

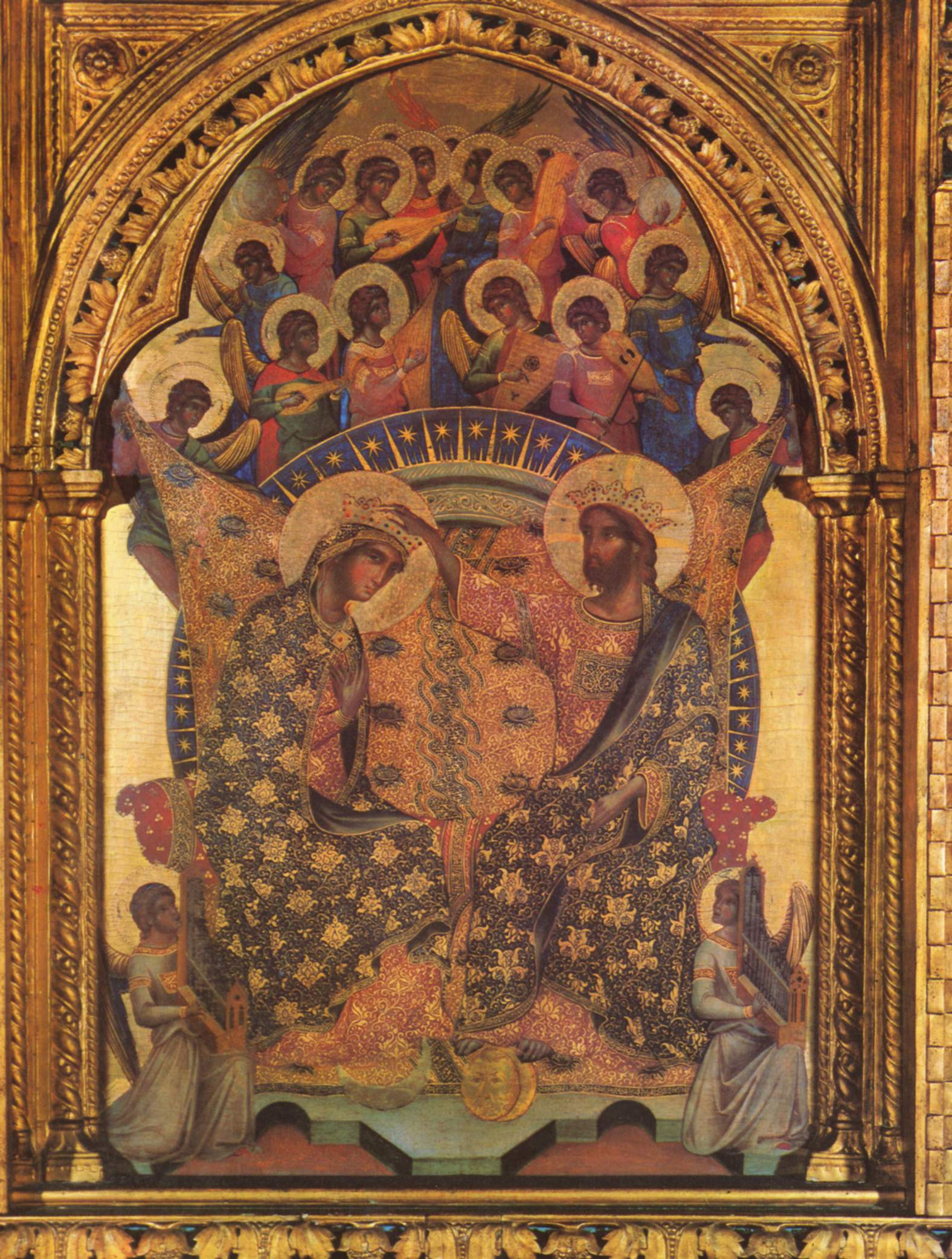
Couronnement de la Vierge, panneau central du Polyptyque de Santa Chiara, Gallerie dell' Accademia, Venise.

Paolo Veneziano ou Paolo da Venezia (vers 1290-1358/1362) est l'un des peintres vénitiens les plus influents du XIVe siècle et aussi le seul peintre de ce siècle qui peut être considéré comme le peintre officiel de la république de Venise.

## Biographie
On ignore la date de sa naissance. Issu d'une famille de peintres, il s'installa à Venise en 1335 avec son frère Marco. Il travailla également avec ses trois fils peintres, Luca, Giovannino et Marco et réalisa avec les deux premiers la Pala feriale, qui protégeait la Pala d'oro les jours ouvrables. Il eut probablement pour élève Lorenzo Veneziano.
Il voyagea d'Istrie à Dubrovnik (anciennement Raguse) pour échapper à la Peste noire. Son style empreint de tradition byzantine fut bien accepté en Croatie où l'on dénombre une dizaine d'œuvres susceptibles de lui être attribuées, soit personnellement soit à son atelier. C'est le cas du polyptyque de sainte Lucie, réalisé vers 1350.
La carrière de cet artiste est difficile à analyser à cause du nombre considérable de travaux qu'il a produits et aussi à cause de la répétition de sujets similaires et de figures récurrentes. Parmi ses œuvres connues, exécutées entre 1321 et 1358, figurent le Polyptyque de Santa Chiara (vers 1350, Accademia, Venise), le Polyptyque de Dignano et le Couronnement de la Vierge (Coll. Frick, New York). Influencé par l'art byzantin de Constantinople, l'art des icônes et des miniatures, les ornements d'or et les couleurs brillantes, son travail évolue progressivement vers un style propre au trecento italien et s'oriente vers un « art décoratif et précieux ».

## Œuvres
- Jean le Baptiste[7], Musée Correr, Venise.
- Saint Jean, Saint Paul et Saint Georges[8], Saint Augustin, saint Pierre et saint Jean-Baptiste[9], Musée Correr, Venise.
- Vierge au pavot, 1325, église San Pantalon, Venise[10].
- Vierge à l'Enfant avec deux donateurs, 1335-1340, Gallerie dell'Accademia de Venise.
- La Vierge et l'Enfant, 1339, Basilique Santa Maria Gloriosa dei Frari, Venise.
- Polyptyque démembré de La Vie de saint Nicolas : La Naissance et la Charité, Palais Pitti, Florence[11].
- Polyptyque : Couronnement de la Vierge au paradis, entourée d'anges musiciens, 1350.
- Polyptyque de sainte Lucie, 1350, Evéché de Krk, Croatie.
- Triptyque : La Vierge et l'Enfant, à gauche Saint François d'Assise et Saint Jean-Baptiste, à droite Saint Jean (évangéliste) et Saint Antoine de Padoue, 1354, Musée du Louvre, Paris[12],[13].
- Pala Feriale : saint Jean, saint Marc, La Vierge, le Christ mort, saint Jean (évangéliste), saint Pierre et saint Nicolas (registre supérieur) ; Scènes de la vie de saint Marc, 1358 (Registre inférieur), Musée Saint Marc, Venise. Les jours ouvrables, ce tableau, commandée par le doge Dandolo, recouvrait la Pala d'oro[14].
- Vierge et l'Enfant[15], Norton Simon Museum, Pasadena.
- Le Couronnement de la Vierge[16] et La Crucifixion[17], National Gallery of Art de Washington.
- Le Couronnement de la Vierge, 1358, The Frick Collection, New York[18],[19].
- Retable de la Crucifixion, v. 1360, église paroissiale de Rab, Croatie[20]
- Sainte Prisca, 1358/62, Collection privée, Vente Fabrizio Moretti[21], Florence 29 novembre 2003[22].
- La Vierge à l'Enfant, Musée du Petit Palais Avignon[23].
- Saint Augustin et Saint Pierre[24] et Saint Jean-Baptiste et Sainte Catherine d'Alexandrie[25], Art Institute of Chicago.

Œuvres de Paolo Veneziano
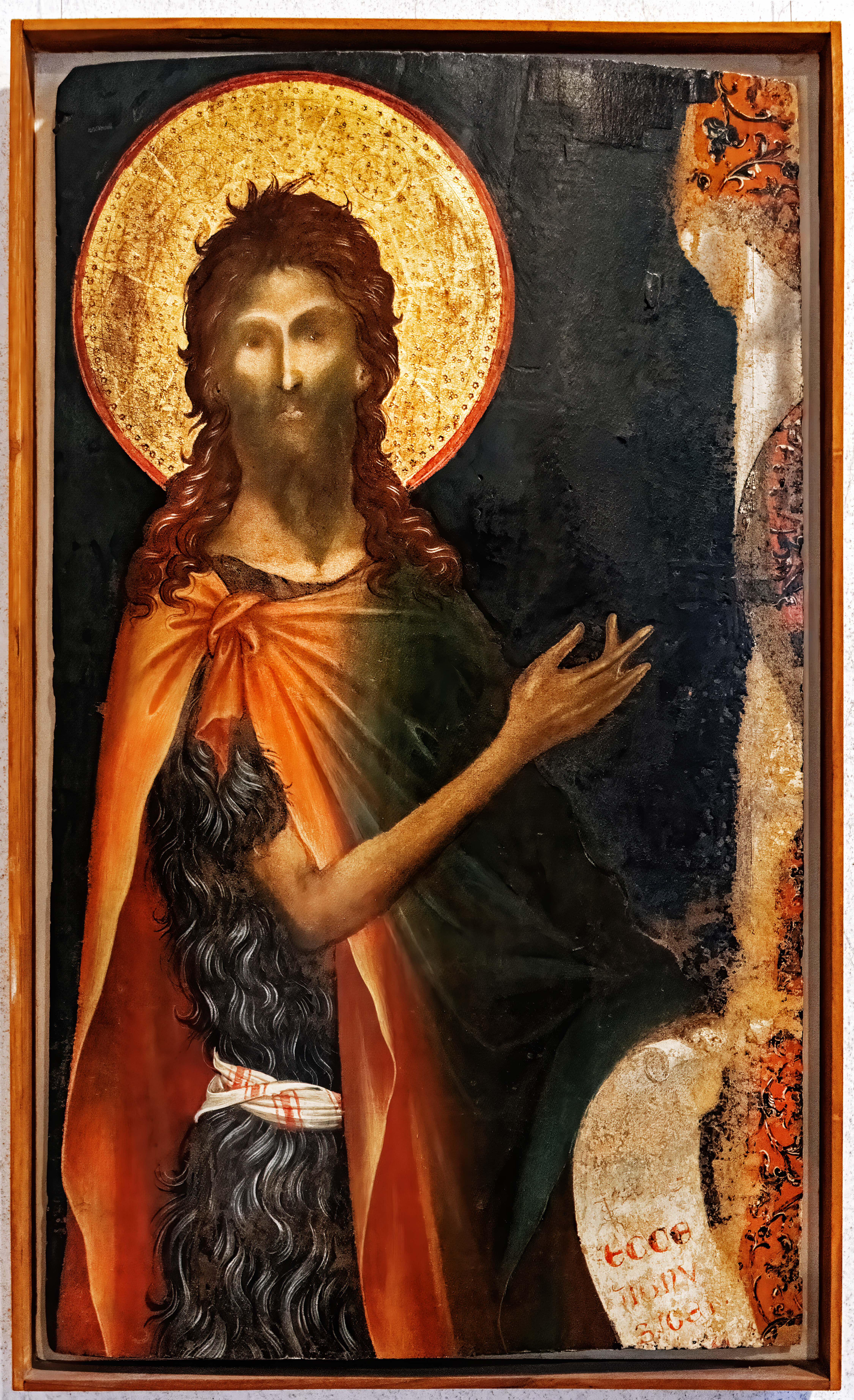
Saint Jean le Baptiste Musée Correr.
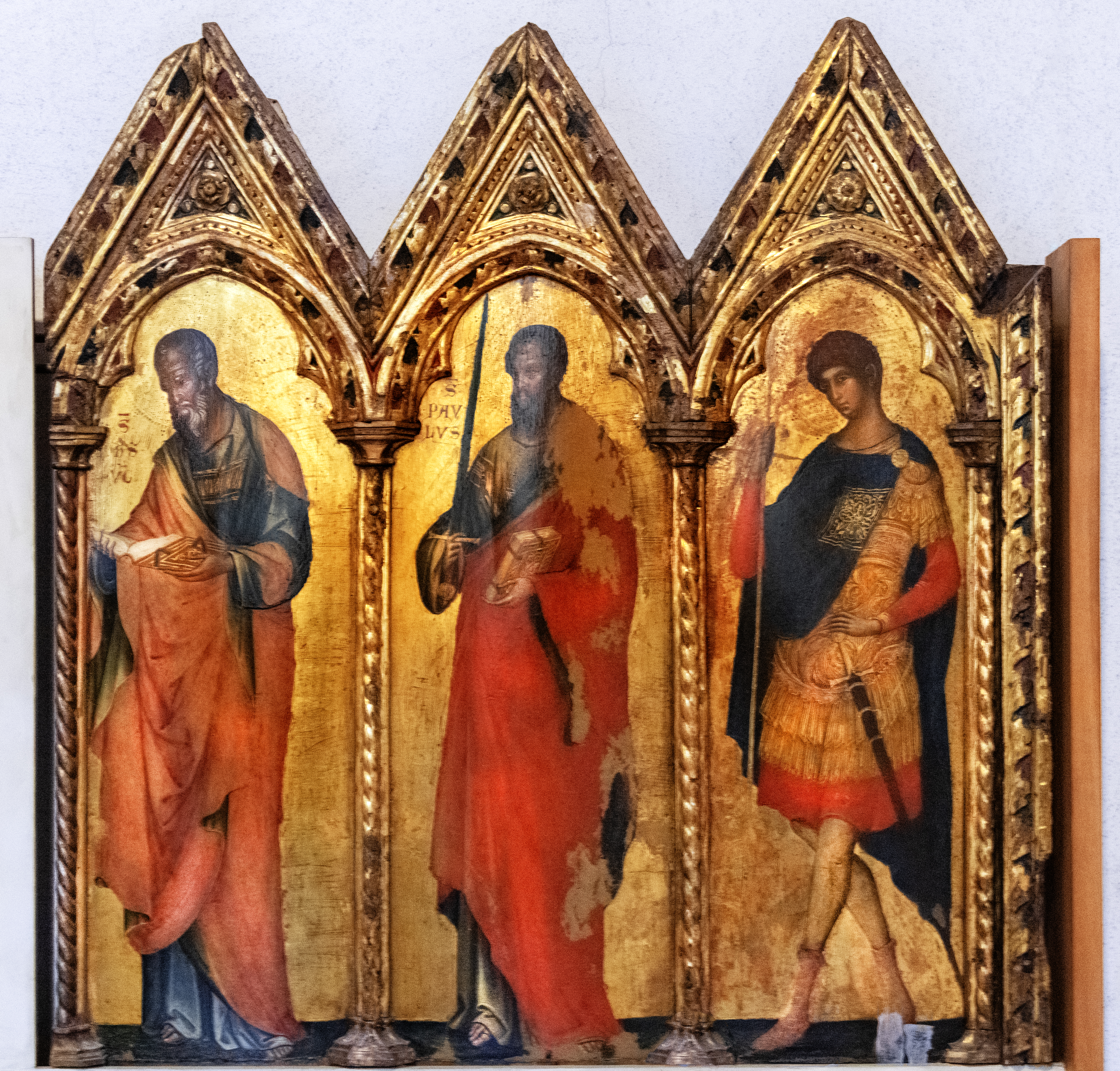
Saint Jean, saint Paul et saint Georges Musée Correr.
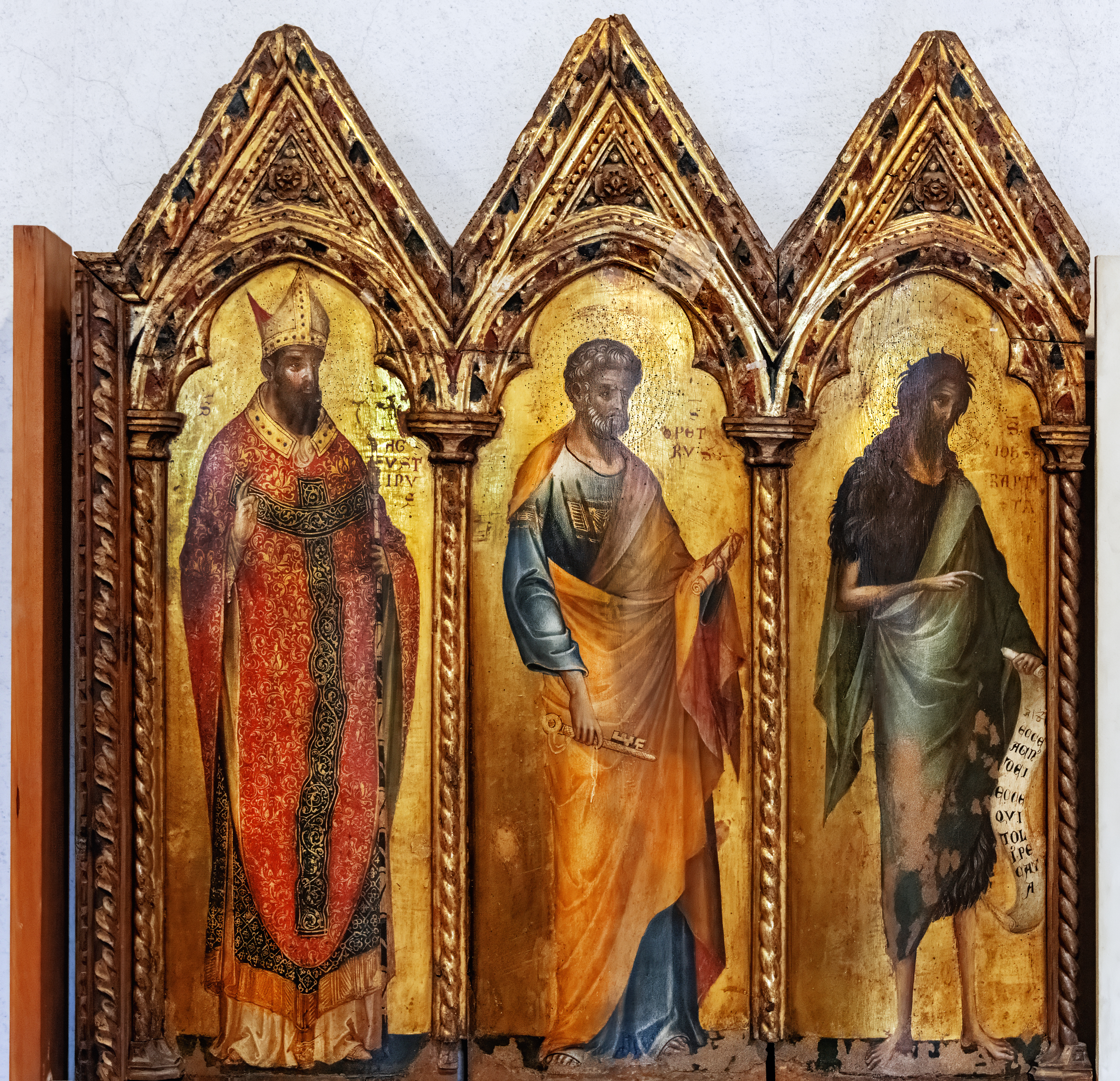
Saint Augustin, Saint Pierre et Saint Jean-Baptiste Musée Correr.
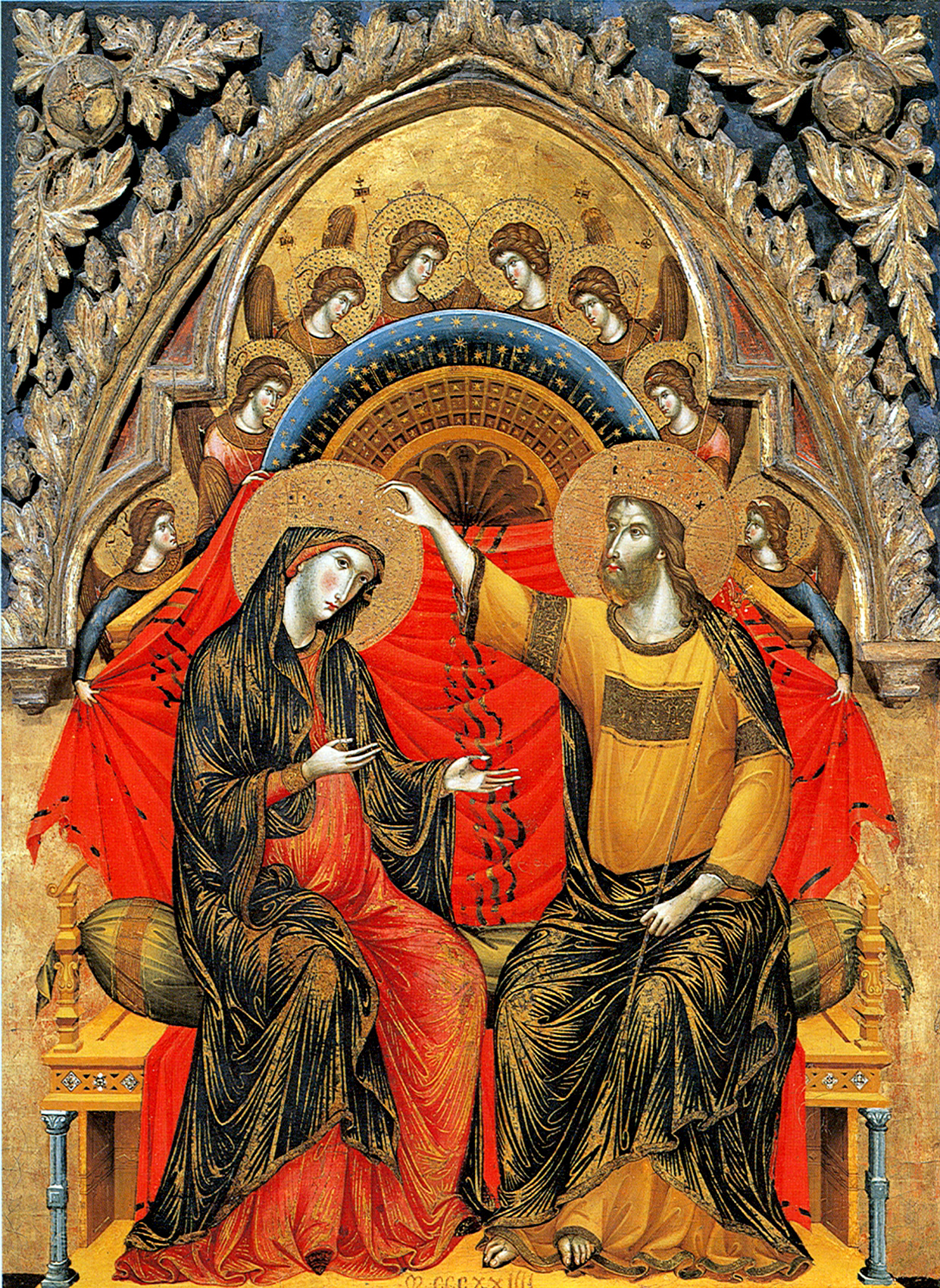
Couronnement de la Vierge National Gallery of Art, Washington.
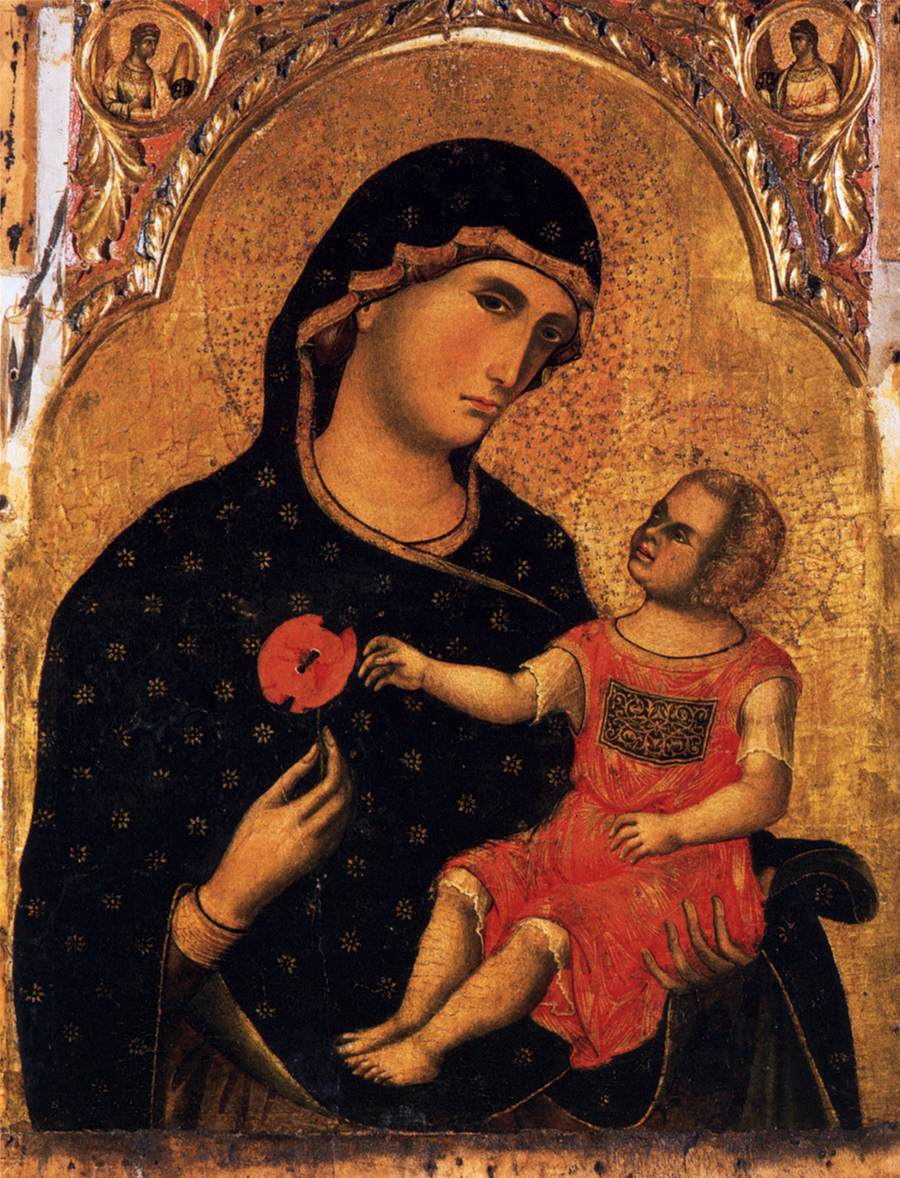
Vierge au pavot Venise.
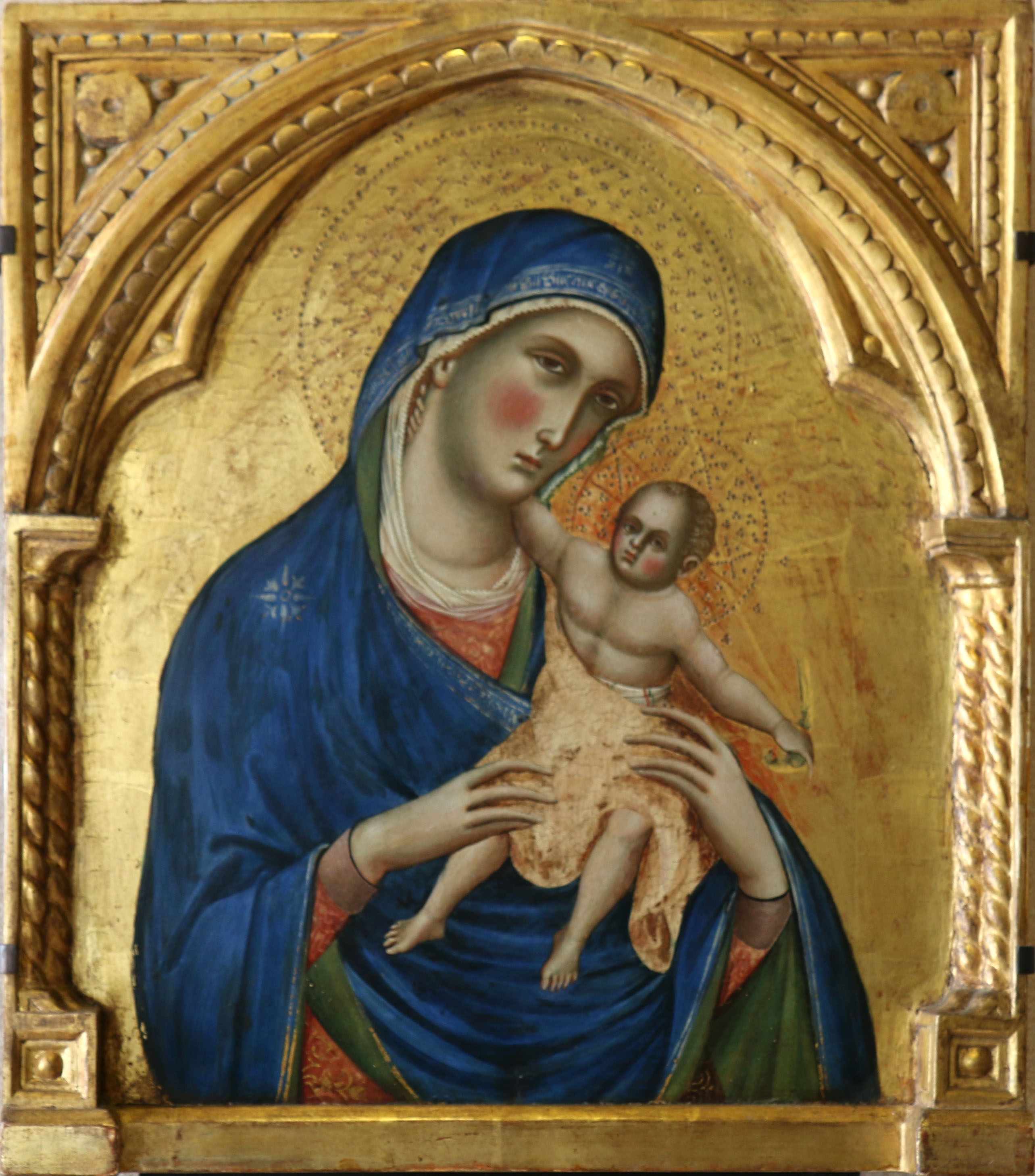
Vierge à l'Enfant musée du Petit Palais, Avignon.
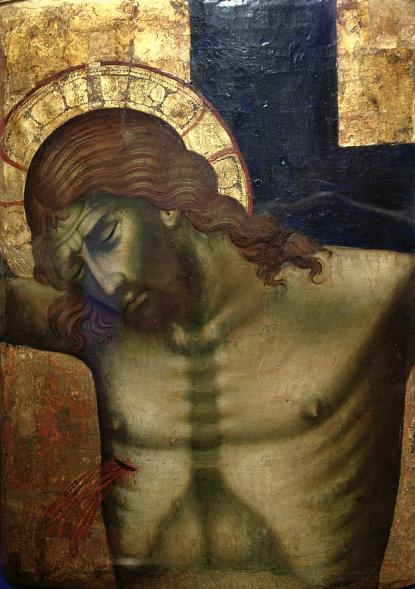
Crucifixion, Musée national de Cracovie.